# Arib
Arib (em árabe: عريب) é uma cidade localizada na província de Aïn Defla, no norte da Argélia. Sua população era de 24 980 habitantes, em 2008.